# Nuevo Rodeo, Penjamillo
Nuevo Rodeo är en ort i Mexiko.   Den ligger i kommunen Penjamillo och delstaten Michoacán de Ocampo, i den centrala delen av landet, 300 km väster om huvudstaden Mexico City. Nuevo Rodeo ligger 1 691 meter över havet och antalet invånare är 252.
Terrängen runt Nuevo Rodeo är kuperad åt sydost, men åt nordväst är den platt. Runt Nuevo Rodeo är det ganska tätbefolkat, med 54 invånare per kvadratkilometer. Närmaste större samhälle är Angamacutiro de la Unión, 17,9 km öster om Nuevo Rodeo. I omgivningarna runt Nuevo Rodeo växer huvudsakligen savannskog.